# George Boleyn
George Bolena (inglese: George Boleyn; Blickling Hall, 1503/1504 – Londra, 17 maggio 1536) è stato un nobile inglese, fratello di Maria e Anna Bolena e cortigiano inglese. Divenne cognato di Enrico VIII d'Inghilterra quando questi sposò sua sorella Anna, fu una figura di primo piano alla corte inglese fin quando non fu accusato di incesto con la sorella Anna, quindi processato e condannato a morte per alto tradimento.

## Le origini
George  Bolena fu il solo figlio maschio di Thomas Boleyn, I conte del Wiltshire ed Elizabeth Howard a raggiungere l'età adulta; altri due figli, Henry e Thomas, morirono bambini e i soli tre a superare l'infanzia furono George, Anna e Maria.
Sulla data di nascita di George, come per quella delle sorelle, non v'è certezza ma si stima che egli sia nato fra il 1503 e il 1504, probabilmente nel mese di aprile; questa convinzione si evince da diverse fonti. George Cavendish afferma che George era attorno ai 27 anni quando venne ammesso al Consiglio privato di sua maestà nel 1529. Tale scrittore pone questa età come massima per dare maggior assonanza ai suoi versi (tre volte nove); in aggiunta, si deve notare che alcuni diplomatici stranieri notassero come George fosse troppo giovane per la carica di ambasciatore presso la corte di Francia, sempre del 1529. Se la data di nascita di Maria è ormai assodata per il 1499 circa, per Anna ci sono pareri diversi che la collocano dal 1501 fino al 1507. Tuttavia dopo la morte di George e Anna nel 1536, il loro padre scrisse a Thomas Cromwell, I conte di Essex che la moglie gli aveva dato un figlio all'anno fino alla morte del di lui padre e che in quel frangente avevano dovuto mantenere una famiglia sempre più numerosa con appena cinquanta sterline annue. Thomas ed Elizabeth si erano sposati fra il 1498 e il 1499, ne consegue che tutti i loro figli, inclusi quelli morti prematuramente, dovevano essere nati fra il 1500 e il 1504. Accettando l'affermazione di Thomas, George potrebbe essere nato fra il 1503 e il 1504, Maria viene data infatti come primogenita seguita quindi da Anna e dai tre maschi. 
I fratelli Bolena o Bullen, come era ancora nota la famiglia, nacquero nel Norfolk, probabilmente a Blickling Hall anche se dovettero passare gran parte della loro infanzia al Castello di Hever, nel Kent, che divenne la loro residenza principale quando il padre ereditò i beni di famiglia alla morte del padre William Bolena - 10 ottobre 1505).
Come il padre, George fu avviato alla vita di corte: la monarchia era fonte di patronaggio e potenziale ricchezza ed era solo attraverso il servizio alla famiglia reale che si potevano raggiungere o proteggere potere e ascesa sociale. All'età di circa dieci anni venne portato a corte dove presenziò alle festività natalizie del 1514-1515 e partecipò a una mascherata insieme con il padre e a due cortigiani ben più grandi di lui, Charles Brandon, I duca di Suffolk e il cortigiano Nicholas Carew. Grazie all'influenza della propria famiglia e forse anche per via della buona impressione che fece George divenne, ancora giovane, uno dei paggi del sovrano.
Poiché l'istruzione era necessaria per progredire nella carriera, egli ricevette una buona educazione tanto che acquisì una buona padronanza del francese, del latino oltre e un po' di italiano e ovviamente, le competenze di corte. Mentre le sue sorelle furono mandate a completare la propria istruzione all'estero, George rimase in patria anche se taluni ritengono che abbia accompagnato il padre in Francia quando questi vi si recò nel 1519 adducendo a questo viaggio la ragione per cui egli parlava tanto bene il francese e anche come mai lui e la sorella Anna acquisirono un legame tanto stretto (anch'ella infatti era in Francia). 
Altra leggenda apocrifa è che George sia stato educato presso l'Università di Oxford quando non era in servizio alla corte; nonostante nei registri universitari il suo nome non appaia, la circostanza non è impossibile, poiché all'epoca era usuale che un aristocratico frequentasse senza essere "tecnicamente iscritto". George fu istruito anche come poeta e traduttore, come sua sorella, e mostrò interesse verso quella che venne chiamata riforma religiosa, ovvero lo Scisma luterano.

## Le voci
Le fonti sulla vita privata di George Bolena sono scarse.
È certo che, attorno all'anno 1525, egli si sposò con l'aristocratica Jane Parker. Sicuramente i due erano sposati nel gennaio 1526 poiché l'influente cardinale Thomas Wolsey, Elemosiniere del Re Enrico VIII, predispose una piccola somma annuale per il giovane Boleyn e la moglie. Nessun documento dell'epoca menziona la nascita di figli.
Neppure la moglie di George, del resto, alluse mai a eventuali figli nelle lettere che scrisse a Thomas Cromwell, segretario del re, dopo la morte del marito. Data l'elevatissima mortalità infantile dell'epoca, è possibile che eventuali figli nati dalla giovane coppia non siano sopravvissuti. 
Durante il regno di Elisabetta, è menzionato ripetutamente nelle cronache e negli annali un certo "George Boleyn", decano della cattedrale di Lichfield, nello Staffordshire, istruito a Cambridge e deceduto in età avanzata nel 1603, lo stesso anno della sovrana; è stato ipotizzato che si trattasse di un figlio di George Bolena e Jane Parker, ma non esistono prove certe in merito.
Non risulta neppure documentato che Jane abbia testimoniato contro il marito, accusandolo di "indebita familiarità" (un eufemismo per indicare l'incesto) con la sorella e la donna non è nemmeno citata tra i testimoni del processo. 
Eventuali prove in tal senso fornite dalla moglie potrebbero essere state determinate non tanto dall'astio quanto dal tentativo di Jane di salvarsi dai gravi fatti che avevano travolto tutta la sua famiglia ed evitare di essere a sua volta imprigionata e giustiziata. 
Testimonianze coeve dipinsero George come un libertino, ma anche un uomo di notevole intelligenza e cultura, come fu descritto dal poeta Thomas Wyatt, suo buon amico. La reputazione di uomo immorale proviene dagli scritti lasciati da Cavendish, autore di stretta osservanza cattolica, che non aveva in simpatia i riformisti come George. Questo, insieme al fatto che nessuno scandalo si sollevò mai intorno al suo matrimonio e che nemmeno i suoi nemici allusero a sue condotte immorale, lascia supporre che questa fama sia esagerata. 
Anche l'orientamento sessuale di George è stato oggetto di dibattito nel corso del tempo, specie dagli storiografi. Alcuni sostennero che gli uomini accusati di essere gli amanti di Anna fossero stati scelti a causa della loro ambiguità sessuale, dando vita al perdurante mito che oltre che di tradimento fossero stati accusati anche di sodomia ma tale accusa non venne mai formalizzata e le fonti coeve non parlano di comportamenti "devianti" dalla comune moralità dell'epoca.
Anche di recente la storiografia è tornata a puntare sulla presunta bisessualità di George aggiungedovi l'ipotesi che potesse essere un sadico o uno stupratore, idea tratta da un verso di Cavendish "force the widow, virgins I deflore" ovvero "uso violenza alle vedove e defloro le vergini" che viene interpretato in senso metaforico. Tuttavia se anche Cavendish avesse saputo qualcosa di compromettente ben lo avrebbe saputo il resto della corte e di nuovo le fonti tacciono sia quelle favorevoli ai Bolena, sia i loro nemici che ben avrebbero sfruttato tali informazioni.

## La carriera
La prima volta che George viene menzionato come adulto è nel 1522 quando lui e il padre ricevettero una proficua rendita in manieri nel Kent, tale rendita venne elargita ad aprile e si può supporre che possa essere stata una sorta di regalo per il diciottesimo compleanno. La prima rendita posta a suo solo nome risale al 1524, quando Enrico VIII gli fece dono del maniero di Grimston Manor: la data, prossima al suo matrimonio, fa pensare che sia stato un dono di nozze fatto a un giovane che si stava facendo strada alla corte del re. George, in effetti, viene spesso citato nelle spese affrontate dal sovrano e lo si trova nella lista di coloro che giocavano a Bowls, Tennis, tiro con l'arco, carte e partecipavano alle battute di caccia. Egli vinse grandi somme giocando d'azzardo con il re, ma è probabile che abbia anche perso altrettanto se non di più; del resto il gioco d'azzardo era un passatempo in gran voga in quel periodo.
Nel 1525 George venne nominato membro della camera privata del re, l'equivalente maschile della dama di compagnia per la regina. In quello stesso periodo il cardinale Wolsey emanò le Ordinanze di Eltham, una riforma volta a ristrutturare la corte; egli era nemico dei Bolena e volendo ridimensionarne l'influenza, tagliò della metà gli ammessi alla camera privata del re: George fu fra coloro che persero il posto. In ricompensa per l'incarico perso egli tuttavia ne ebbe un altro nel gennaio seguente oltre alla piccola rendita annuale, già citata, che lo stesso Wolsey gli versò. 
Nel 1522 la sorella Maria, tornata a vivere alla corte del re nel 1519, venne spinta dalla famiglia a diventare l'amante del re Enrico VIII, di cui rimase la favorita per circa cinque anni. Non è noto quando questa relazione iniziò e quanto durò ma è accertato che all'inizio del 1526 Enrico VIII cominciò a porre le attenzioni sull'altra sorella Anna e dopo circa un anno quest'ultima accettò di sposarlo. Buona parte della carriera di George, come di molti altri, dipendeva ora dal modo in cui Enrico VIII riusciva a trovare un modo per divorziare dalla sua prima moglie, Caterina d'Aragona, e poter così sposare Anna.
Nel giugno 1528 George contrasse la pericolosa malattia del sudore mentre si trovava con il sovrano e la regina all'Abbazia di Waltham; anche Anna si ammalò e il re le scrisse a Hever per informarla che il fratello si stava rimettendo.
Sempre in quell'anno George divenne Esquire of the body e venne insignito di altre cariche in poco tempo. Il 15 novembre 1528 fu nominato custode del Palace of Beaulieu e il 29 giugno 1529 fu nominato governatore del Bethlem Royal Hospital. Verso la fine del 1529 George venne insignito del cavalierato e tornò a far parte della camera privata del re; l'8 dicembre di quell'anno venne nominato Visconte di Rochford e poco dopo gli fu assegnato il primo incarico come diplomatico in Francia. Data la giovane età si pensò che Anna si fosse adoperata per il fratello, anche se mancano le prove che egli non fosse lo stesso in grado di adempiere al compito.
A dispetto della giovane età egli instaurò un buon rapporto con il re Francesco I di Francia e in totale George ebbe sei incarichi presso la corte francese, il primo fra l'ottobre 1529 e il febbraio 1530. Egli insieme a John Stokesley, decano della cappella reale fu incaricato di sollecitare le università francesi a supportare la causa di divorzio di Enrico VIII da Caterina. All'inizio la risposta fu negativa, ma George fece pressioni al re Francesco I affinché si pronunciasse diversamente in merito alla vicenda finché lo convinse a scrivere una lettera che ribaltasse la decisione delle accademie.
Nel marzo 1533 George tornò in Francia per informare Francesco I che Enrico VIII aveva sposato sua sorella e per sollecitare un suo intervento diretto nella questione presso la Chiesa di Roma. Egli ebbe nuovamente successo e il re francese scrisse una lettera al papa Clemente VII affinché supportasse Enrico nei propri disegni matrimoniali. Ancora nello stesso anno George tornò in Francia con lo zio Thomas Howard, II duca di Norfolk per proporre un incontro fra Enrico, Francesco e il papa: fu in questa occasione che si seppe che il pontefice aveva scomunicato Enrico e fu proprio George a doverglielo comunicare. Il 5 febbraio 1533 egli fu convocato in parlamento per votare sull'effettiva indipendenza dell'Inghilterra dal pontefice: il suo voto fu ovviamente scontato e la sua partecipazione a queste riforme gli fece guadagnare molti nemici che rimanevano dei fedeli cattolici.
Il 10 settembre di quell'anno George portò il baldacchino per sua nipote Elisabetta, in occasione del suo battesimo insieme agli zii Thomas Howard e William Howard, I barone Howard di Effingham oltre che a John Hussey, I barone Hussey.
Nell'aprile 1534 George era ancora in Francia per chiedere a Francesco di approvare una serie di leggi contro il papa simili a quelle approvate in Inghilterra e chiedendo un incontro con Enrico e Anna. Nel luglio seguente fu incaricato di riprogrammare l'incontro slittato a causa della gravidanza di Anna che si concluse con un aborto spontaneo. 
L'ultimo viaggio in Francia lo fece nel maggio 1535 per proporre a Francesco le nozze fra Elisabetta e il suo terzogenito Carlo II d'Orléans. Quando non era all'estero George spesso scortava gli ambasciatori stranieri alla presenza del re, in particolare Eustace Chapuys spesso fa riferimento a lui nei propri dispacci e la prima volta che lo vide, ironicamente, gli piacque, almeno prima di sapere chi fosse. 
George era un apprezzato poeta e traduttore, appassionato alla riforma religiosa tradusse dal francese all'inglese due testi che dedicò alla sorella Anna. Il testo codificava la riforma luterana in cui entrambi i fratelli erano immersi e quando ad Anna venne dato una sorta di pamphlet da parte di Simon Fish, secondo la moglie di questi, fu George a esortare la sorella a mostrarlo al re.
Le visioni religiose di George sono ben vedibili nel ruolo che ebbe nello Scisma anglicano dal suo concepimento nel 1529 alla sua morte avvenuta nel 1536, sia lui sia Anna erano assai dotati nel dibattito delle questioni religiose e fu lui che Enrico scelse per argomentare l'indipendenza della chiesa inglese rispetto al Vaticano.
George usò il proprio fervore riformista anche per scopi meno nobili; nel 1535 egli partecipò al processo contro Tommaso Moro e tre monaci dell'Ordine certosino tutti ugualmente incapaci, a causa della loro fede cattolica, di giurare l'Atto di Successione e Supremazia dell'anno precedente. George, suo padre, Henry FitzRoy, I duca di Richmond e Somerset e tutti i cortigiani furono presenti all'esecuzione dei frati il 4 maggio 1535. 
Nel giugno 1534 George venne nominato Lord guardiano dei cinque porti e conestabile del Castello di Dover, egli espletò i propri compiti con zelo, tuttavia Cromwell vedeva la sua influenza come una spina sul fianco e il 26 novembre dello stesso anno George gli scrisse arrabbiato perché egli aveva fatto in modo di indebolire l'autorità di uno dei suoi ordini.

## La condanna
Nel 1536 Anna ebbe un aborto spontaneo, probabilmente il secondo o terzo dopo la nascita di una figlia femmina (la futura sovrana Elisabetta I d'Inghilterra) nel 1533; l'età non più giovanissima della regina, all'epoca di circa trentacinque anni e la sua apparente incapacità di portare a termine una gravidanza coincisero con l'infatuazione di Enrico per la giovane Jane Seymour, damigella d'onore di Anna. Per poter porre fine a un matrimonio rivelatosi ormai fallimentare e che lo aveva politicamente screditato in tutta Europa, Enrico doveva mettere da parte la moglie senza rischiare nuovi scandali o incidenti diplomatici come era avvenuto con Caterina d'Aragona.
Il potente Segretario del re, Thomas Cromwell fu con ogni probabilità il vero artefice dell'operazione, che si risolse nell'accusa di adulterio, incesto, stregoneria e alto tradimento formulata contro la regina e cinque cortigiani. Dopo la loro morte Cromwell si vantò con Chapuys di essere andato incontro a una quantità di problemi nell'indire le accuse, ma di averlo fatto per favorire l'alleanza con Carlo V d'Asburgo, tuttavia non mancò di elogiare il grande coraggio e spirito dei fratelli Bolena.
Il 23 aprile 1536 George doveva essere insignito del titolo di cavaliere dell'Ordine della Giarrettiera che fu invece conferito a un oppositore della famiglia Bolena, Sir Nicholas Carew e Cromwell venne incaricato di indagare su possibili tradimenti entro la corte.
Anna e George vennero arrestati il 2 maggio il giorno dopo il torneo del Calendimaggio in cui egli era stato uno dei principali concorrenti. Gli altri coinvolti furono Henry Norris, gentiluomo della Camera Privata del re e tra i suoi più intimi amici, il giovane cortigiano Francis Weston, William Brereton, possidente del Cheshire già marchiato da numerosi scandali e il musicista e ballerino Mark Smeaton. Costoro furono arrestati il 12 maggio con l'accusa di aver commesso adulterio con la regina, di aver tramato la morte del re e altro ancora, ma soltanto Smeaton confessò, se non sotto tortura, di certo sotto enormi pressioni.
Unitamente a costoro, fu incarcerato anche il poeta Thomas Wyatt, amico della famiglia Bolena dall'adolescenza e che era stato un ammiratore di Anna prima che questa attirasse il favore del re; tuttavia, Wyatt fu liberato poco dopo l'arresto e, riacquistato il favore del sovrano, non lo perse mai più. 
Nonostante la mancanza di prove tutti gli altri (Brereton, Norris, Smeaton e Weston, nonché i due Bolena, processati separatamente in quanto di rango nobiliare) vennero trovati colpevoli; tra i giudici che condannarono George e Anna sedevano tra gli altri il loro zio materno, Duca di Norfolk e il giovane Henry Percy, che una decina d'anni prima aveva avuto una relazione con Anna.
Anna andò a processo il 15 maggio, poche ore prima del fratello, e venne giudicata colpevole di adulterio, incesto e alto tradimento; George venne processato poco dopo e fu una mossa scaltra perché difficilmente sarebbe stato giudicato innocente se la sorella era già stata trovata colpevole. George mise in piedi una magnifica difesa e molti, fra cui Chapuys erano convinti che sarebbe stato rilasciato, gli scommettitori davano dieci a uno che l'avrebbero assolto e il cronacotecario Charles Wriothesley sostenne che la sua difesa era straordinaria.
Non furono presentate prove attestanti il presunto incesto fra George e Anna e l'ambasciatore Chapuys scrisse che il fratello della regina era stato condannato sulla base di mere supposizioni. Non è accertato, che la moglie abbia sostenuto le accuse con la propria testimonianza. Gli incartamenti del processo fanno menzione di una lettera in cui sarebbe stato scritto che Anna si sarebbe sfogata con la cognata Lady Rochford lamentando che "il re non era in grado di soddisfare una donna, non avendo né potenza né virilità". La tradizione vuole che George abbia letto a voce alta tale scritto davanti ai suoi giudici e protestato contro le accuse della moglie chiedendo ai Pari perché "sulle sole parole di questa donna siete disposti a credere di me tanta scelleratezza".
A ogni modo, il presunto scambio di battute tra Lady Rochford e la sovrana apparve sufficiente perché forniva un movente ad Anna e, secondo la teoria ufficiale, l'avrebbe fatta ritenere legittimata a commettere addirittura incesto con il fratello allo scopo di concepire un figlio da mettere sul trono. Malgrado la propria eloquente difesa e nonostante molti reputassero che fosse innocente George venne condannato a morte per impiccagione e squartamento sentenza poi commutata in morte per decapitazione. 
L'uomo accettò la condanna con rassegnazione, asserendo che se i suoi pari lo reputavano colpevole, allora lui lo era e formulò come ultima richiesta che i suoi debiti venissero saldati, "affinché nessuno dovesse soffrire per la sua morte". Oggi si ritiene che nessuna delle accuse formulate contro di lui e contro la sorella fossero fondate.
George, insieme agli altri quattro uomini suoi presunti complici, venne decapitato alla Torre di Londra il 17 maggio 1536. In quanto nobile, George fu il primo a essere giustiziato, risparmiandogli lo choc di assistere alla decapitazione dei suoi presunti complici. 
Salito sul patibolo con compostezza egli proclamò la sua fede nella riforma religiosa, e, poiché non era onorevole negare la colpevolezza una volta che la corte aveva giudicato diversamente, si dichiarò colpevole e secondo l'usanza disse di meritare la morte. Chiese il perdono a tutti coloro che aveva potuto offendere e chiese il perdono di Dio, quindi ammonì i presenti a "credere in Dio e non nelle vanità mondane, nelle lusinghe della corte o nell'incostanza della fortuna", esortandoli a seguire i dettami del Vangelo perché " se io lo avessi fatto adesso sarei ancora vivo in mezzo a voi".
George fu sepolto, senza alcuna cerimonia religiosa, in una tomba anonima nella vicina cappella di San Pietro ad Vincula, dove due giorni dopo fu seppellita anche la sorella Anna..